# Colleen Cannon
Colleen Cannon Kaushansky (* 1961 in Huntsville) ist eine ehemalige US-amerikanische Triathletin und ITU-Weltmeisterin auf der Triathlon-Langdistanz (1984).

## Werdegang
Colleen Cannon hat während ihrer Triathlon-Karriere, die sie aktiv von 1981 bis 1992 wettkampfmäßig ausübte, über 70 nationale und internationale Siege errungen. Sie startete erstmals 1982 als Profi.

### Weltmeisterin Triathlon Langdistanz 1984
Colleen Cannon konnte 1984 die inoffizielle Profi-Triathlon-Weltmeisterschaft auf der Langdistanz über 4 km Schwimmen, 120 km Radfahren und 30 km Laufen in Frankreich beim Triathlon Longue Distance de Nice vor ihrer Landsfrau Julie Moss gewinnen.

### Nationale Triathlon-Meisterin 1988
Sie war US-Triathlon-Landesmeisterin (1988), Gewinnerin der US-Coca-Cola-Triathlon-Grandprix-Serie 1989, US-Triathlon-Nationalmannschaftsmitglied von 1990 bis 1992 und jeweils Top-Ten-Platzierte der US-Association of Professional Triathletes in den Jahren 1984, 1986 und 1987.

### Privates
Colleen Cannon ist verheiratet mit Howard Kaushansky. Sie ist Gründerin, Präsidentin und Geschäftsführerin der Gesundheitsagentur Women's Quest, die sich holistisch geprägt für ganzheitliche Gesundheits- und sportliche Trainingsprogramme für Frauen weltweit engagiert.

## Sportliche Erfolge
| Datum/Jahr    | Platz | Wettbewerb                                 | Austragungsort          | Zeit     | Bemerkung                                        |
| ------------- | ----- | ------------------------------------------ | ----------------------- | -------- | ------------------------------------------------ |
| 12. Sep. 1992 | 22    | ITU Triathlon World Championships          | Huntsville              | 02:10:43 |                                                  |
| 15. Sep. 1990 | 5     | ITU Triathlon World Championships          | Orlando                 | 02:05:59 | hinter der Siegerin Karen Smyers                 |
| 1990          | 3     | USA Triathlon Elite National Championships | Cleveland               | 01:52:14 |                                                  |
| 1988          | 1     | USA Triathlon Elite National Championships | Wilkes-Barre            | 02:04:34 |                                                  |
| 1986          | 1     | Monterey Bay Half-Ironman                  | Monterey Bay            |          | in Kalifornien                                   |
| 1985          | 1     | Oxford Triathlon                           | Cambridge (Maryland)    | 06:03:07 | Siegerin neben dem schnellsten Mann Scott Molina |
| 1983          | 5     | USA Triathlon Elite National Championships | Bass Lake (Kalifornien) | 02:55:22 |                                                  |

| Datum/Jahr    | Platz | Wettbewerb                        | Austragungsort | Zeit | Bemerkung                                                                             |
| ------------- | ----- | --------------------------------- | -------------- | ---- | ------------------------------------------------------------------------------------- |
| 25. Okt. 1987 | 2     | Triathlon Longue Distance de Nice | Nizza          |      |                                                                                       |
| 13. Okt. 1985 | 4     | Triathlon Longue Distance de Nice | Nizza          |      |                                                                                       |
| 8. Sep. 1984  | 1     | Triathlon Longue Distance de Nice | Nizza          |      | Siegerin bei der inoffiziellen Profi-Triathlon-Weltmeisterschaft über die Langdistanz |

(DNF – Did Not Finish)